# Éguilly-sous-Bois
Éguilly-sous-Bois település Franciaországban, Aube megyében. Lakosainak száma 114 fő (2022. január 1.). Éguilly-sous-Bois Bertignolles, Chacenay, Longpré-le-Sec, Noé-les-Mallets és Vitry-le-Croisé községekkel határos.

## Népesség
A település népessége az elmúlt években az alábbi módon változott:
| Lakosok száma | 111  | 105  | 104  | 110  | 131  | 123  | 117  | 117  | 117  | 114  |
|               | 1968 | 1982 | 1990 | 2006 | 2013 | 2015 | 2017 | 2019 | 2020 | 2022 |